# 하드코어 힙합
하드코어 힙합(영어: HARDCORE HIP-HOP)은 힙합의 한 장르이다. 1980년대에 이스트 코스트 힙합을 통해 발전한 장르이다. Run-D.M.C.가 최초의 하드코어 힙합 그룹으로 인정된다.